# Sale rosa dell'Himalaya

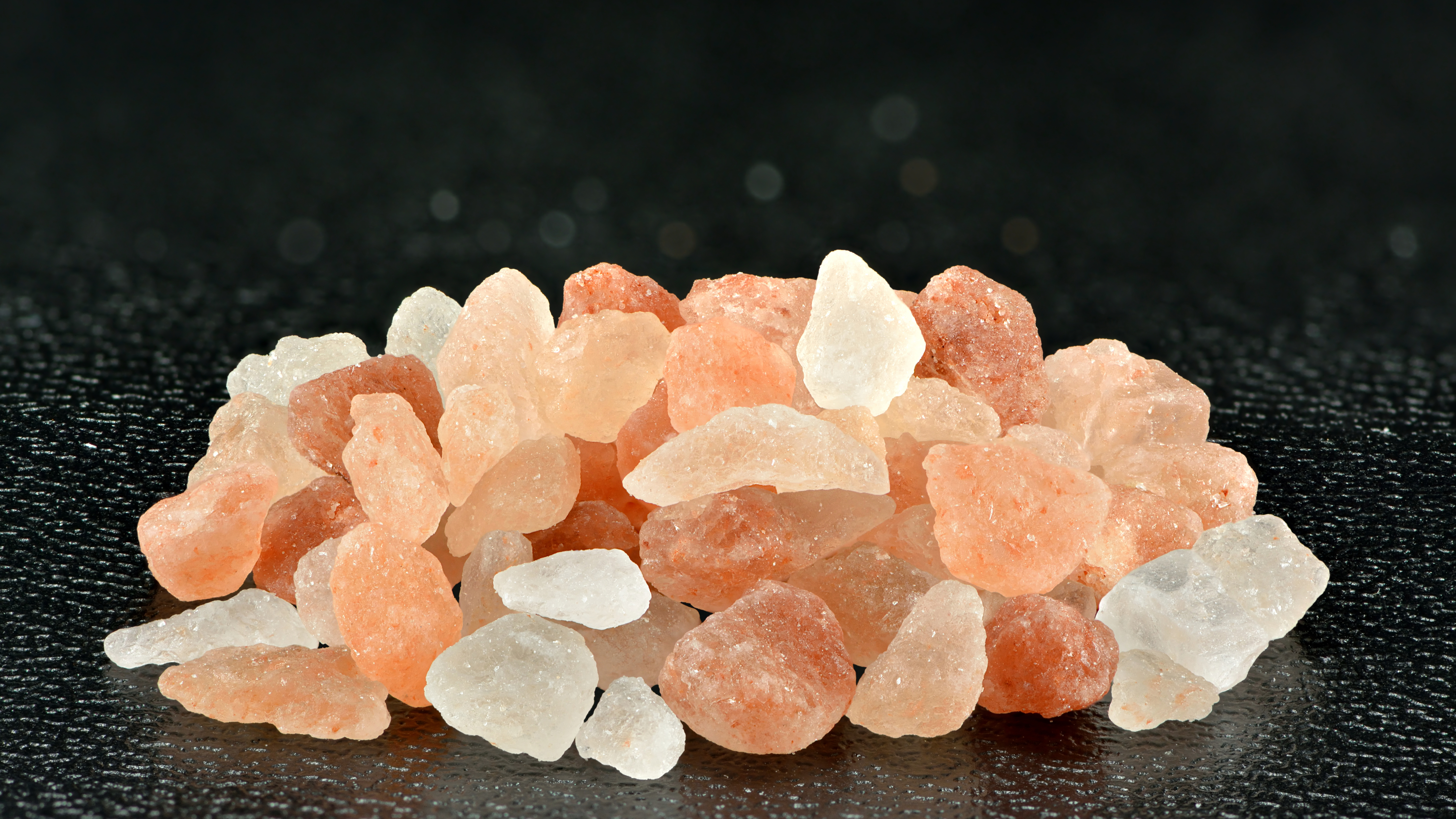
Sale rosa dell'Himalaya

Il sale rosa dell'Himalaya, o sale himalayano, è un termine commerciale per indicare un particolare tipo di sale da cucina, estratto da halite (cioè salgemma) proveniente dal Pakistan e commercializzato nel mondo occidentale a partire dall'inizio del XXI secolo.
Nonostante il nome suggerisca una relazione con l'omonima catena montuosa dell'Himalaya, il prodotto è estratto in realtà dalla miniera di sale di Khewra, che si trova sulla Salt Range, una catena di colline del Punjab, a circa 300 km dall'Himalaya.

## Colore e composizione

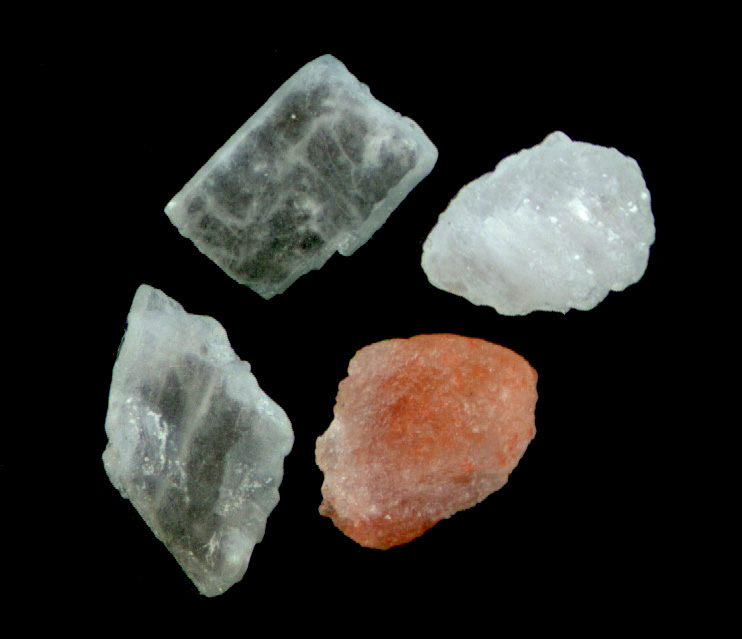
Cristalli di sale himalayano, con vari colori e trasparenze

Il nome alternativo, "sale rosa", deriva dal fatto che, talvolta, il salgemma estratto dalla miniera di Khewra esibisce una colorazione rossiccia o rosa, dovuta alle impurezze che vi si trovano disperse, costituite soprattutto da ossido di ferro, laddove altri cristalli di sale dello stesso tipo hanno un colore con sfumature che vanno dal biancastro opaco o semi-opaco al trasparente.
Nella sua composizione predomina il cloruro di sodio, presente per circa il 95-98% del totale, una percentuale conforme alle norme che ne permettono la vendita come sale da cucina. Il sale rosa è caratterizzato da alcuni punti percentuali di impurità, in percentuali variabili a seconda dello strato di provenienza: tra le impurezze presenti in piccole quantità vi sono metalli come rame, zinco, cadmio, nichel, manganese, piombo, cobalto, tellurio, bario, alluminio.
Nella composizione, invece, non entra lo iodio, che non vi è presente nemmeno in tracce: questa assenza ne ha causato l'impossibilità di commercializzarlo in India, dove è ammessa solo la vendita di sale iodato, allo scopo di combattere la carenza di iodio nella dieta della popolazione indiana.
Il metodo di estrazione preserva una gamma un po' più ampia di sostanze rispetto agli analoghi prodotti estrattivi dell'Europa centrale. Tuttavia, nonostante il marketing pubblicitario affermi la presenza di ottantaquattro elementi chimici, analisi di laboratorio hanno rivelato che le ulteriori sostanze rispetto al cloruro sodico sono in novero ben inferiore a tale numero (ad esempio, ne sono state trovate solo otto con analisi compiute nel 2003, secondo l'Ufficio di stato per la Salute e la sicurezza alimentare della Baviera).

## Origine e produzione

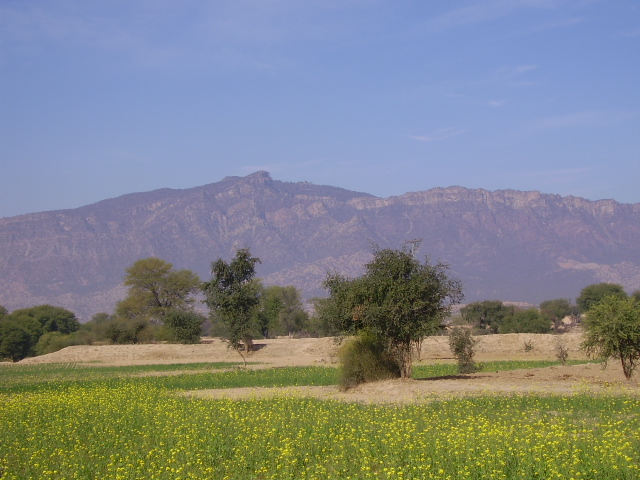
Tilla Jogian, il secondo picco della catena montuosa

Viene estratto nella miniera di sale di Khewra, la seconda miniera di sale più grande al mondo, ubicata sui contrafforti dei rilievi del Salt Range, una catena montuosa che sorge all'improvviso dalla pianura indo-gangetica, da cui si erge, con altezze modeste (fino ai circa 1 500 metri), nella regione del Punjab pakistano, nel distretto di Jhelum, a circa 300 km dall'Himalaya, a circa 298 km da Amritsar (in India), e a circa 260 km da Lahore.
La regione geologica è nota fin dall'antichità. La prima attestazione storica risale all'epoca ellenistica, quando fu scoperta dall'esercito macedone impegnato nella campagna asiatica di Alessandro Magno, nel 327 a.C. (il luogo, infatti, si trova circa 15 km a nord del sito i cui si svolse la battaglia dell'Idaspe).
Lo sfruttamento delle sue immense miniere per l'estrazione del sale risale, invece, a un periodo successivo, durante l'impero Mogul. A quest'epoca risale la seconda menzione storica delle miniere, nelle memorie dell'imperatore Akbar il Grande (1542 – 1605), Gran Mogol dal 1556 fino alla morte.

## Forme reperibili in commercio

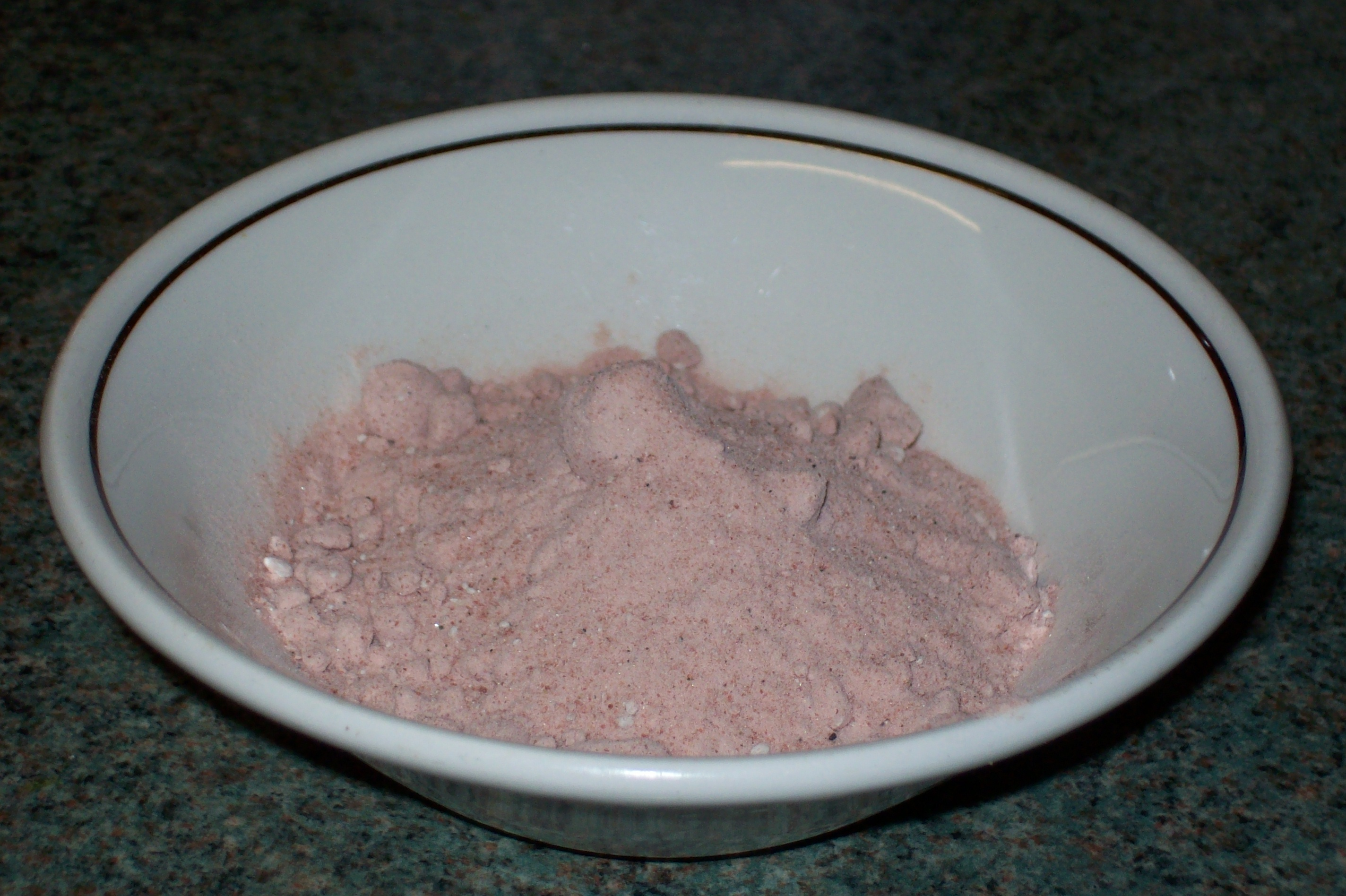
Sale rosa dell'Himalaya in polvere

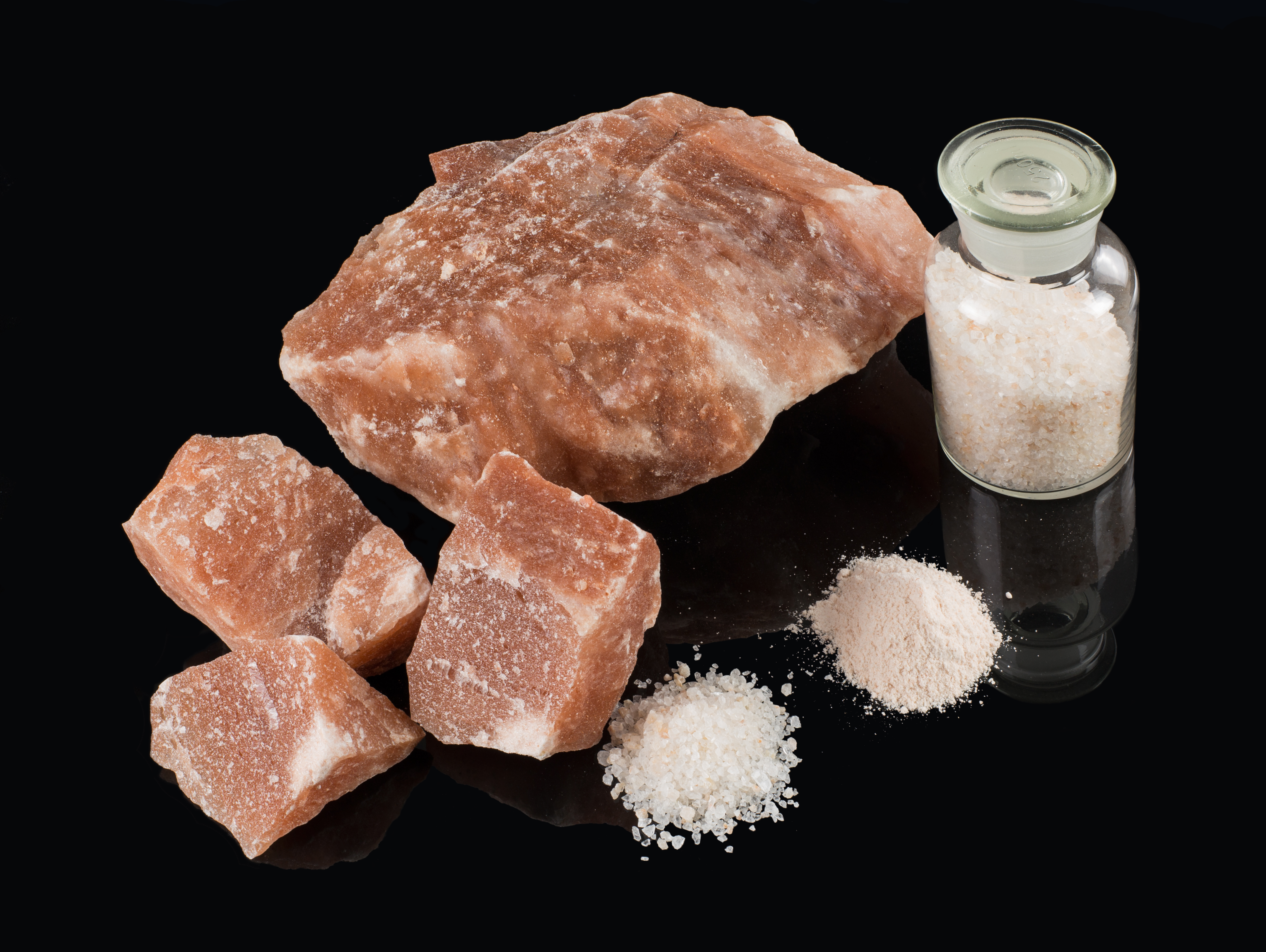
Blocchi di sale rosso dal Pakistan

Le diverse forme con cui è offerto in commercio dipendono dai vari utilizzi.
Viene commercializzato come sale da cucina, sia in grana fine sia in grana grossa. Viene venduto anche in forma di grossi granuli o pezzettoni, questi ultimi utilizzati soprattutto per la loro apparenza esteriore, in funzione decorativa, o collocati in appositi contenitori per assorbire l'umidità in eccesso.
Nella forma in blocchi viene anche utilizzato come piastra da cottura per appassionati di cucina, potendo essere riscaldato dolcemente fino a portarlo a temperature di circa 200 °C. Blocchi discoidali vengono utilizzati come piatti da portata per servire il cibo in tavola, oppure come contenitori in cui conservare pesce o carni.
In forma di saponetta, viene utilizzato di solito per lo scrub della pelle, mentre in granuli grossi entra nella composizione di prodotti come sali da bagno.

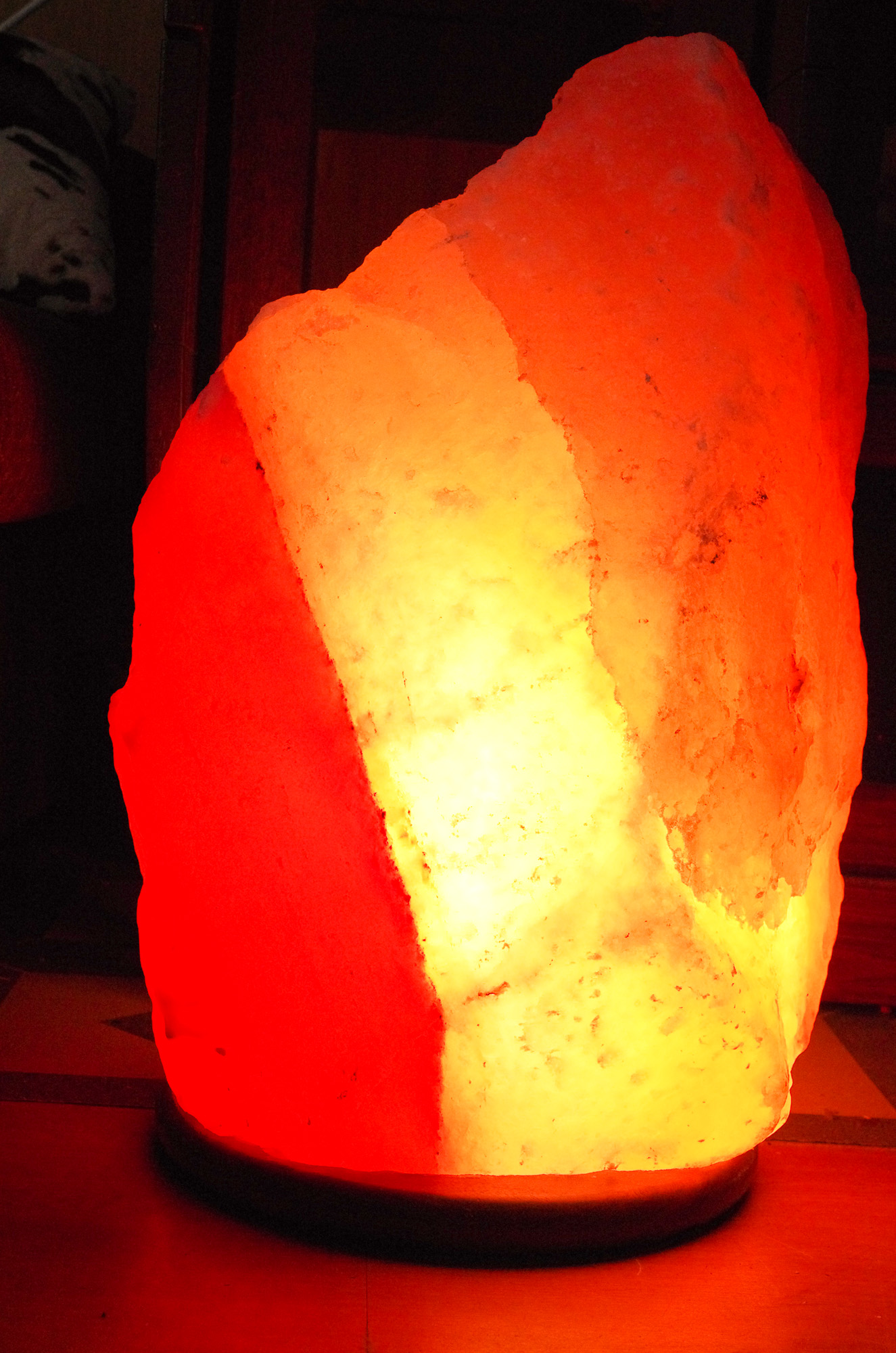
Lampada di sale illuminata

### Lampade di sale
Grandi blocchi, scavati in Europa e in Asia, vengono usati per costruire delle "lampade di sale": il grosso cristallo, spesso colorato, viene perforato, scavato, e sagomato; in una cavità interna viene posta una candela o una lampadina a incandescenza, al fine di ottenere una caratteristica illuminazione, dovuta alla colorazione e alle proprietà ottiche del cristallo, con rifrazioni e assorbimento della luce che lo attraversa, che lo rendono utilizzabile come luce notturna o per morbide e diffuse illuminazioni ambientali.
Al fine di incrementarne il valore commerciale, il marketing tende ad associare alle lampade di sale alcune credenze pseudoscientifiche, come la pretesa che il sale riscaldato emetta nell'aria ioni negativi oppure determini l'irradiazione di non meglio specificate onde di "energia positiva", che avrebbero benefici effetti sulla salute (ad esempio, c'è chi si spinge ad affermare che l'esposizione a tali lampade combatterebbe forme lievi di depressione). Non esiste, tuttavia, alcuna prova scientifica che le lampade di sale siano in grado di emettere quantità misurabili di anioni, né esiste alcuna evidenza scientifica sulla capacità, di queste lampade, di apportare un qualsivoglia beneficio in qualunque aspetto della salute umana.